# Elisabeth von Matzingen
Elisabeth von Matzingen (* vor 1289; † 10. August 1340 in Zürich) war eine Schweizer Äbtissin, von 1308 bis 1340 Fürstäbtissin des Fraumünsterklosters in Zürich und damit die Herrin der Stadt.

## Leben und Wirken
Elisabeth von Matzingen entstammt dem thurgauischen Freiherrengeschlecht von Matzingen, welches im 13. und 14. Jahrhundert belegt ist. Spätestens 1289 trat Elisabeth dem Fraumünsterkloster bei. Ihre Wahl zur Äbtissin wurde am 11. März 1308 bestätigt. Albrecht I. verlieh ihr am 24. April 1308 sein Lehen und die Verwaltung seiner weltlichen Güter und Rechte.
Papst Johannes XXII. fusionierte am 1. Juli 1330 das Fraumünster mit der Kirche St. Peter. Zwischen 1313 und dem Jahr 1316 wurde Elisabeth mehrfach und auch längere Zeit von anderen Konventfrauen vertreten. Im selben Jahr erteilte der Bischof von Konstanz Gerhard von Bevar der Abtei das Recht ein eigenes Siegel zu benutzen. Während ihrer Regentschaft beseitigte Elisabeth die Brandschäden, welche 1298 an der Abtei und Altären entstanden waren, und bestätigte 1326 die Teilrevision des Richtebriefs.